# V(D)J-рекомбінація

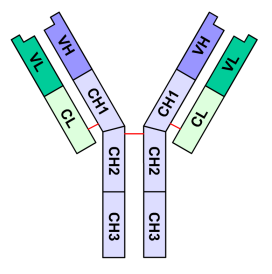
Схема антитіла. Варіабельна ділянка важкого ланцюгу, яка формується в результаті V(D)J-рекомбінації вказана темно-фіалковим кольором (VH).

V(D)J-рекомбінація — це процес у імунній системі щелепних тварин, який призводить до формування варіабельної ділянки важкого ланцюгу рецептору імуноглобулінів лімфоцитів. V(D)J-рекомбінація разом з соматичним гіпермутагенезом лімфоцитів формує адаптивну імунну відповідь — можливість T- та B-лімфоцитів запам'ятовувати та активно реагувати на патогенні мікроорганізми при наступному зараженні.
Термін походить від трьох частин ДНК, які формують варіабельну частину рецептору: V (англ. variable) — варіабельний, J (англ. joining) — з'єднувальний та D (англ. diversity) — різноманітність. Така реорганізація сегментів генів імуноглобулінів відбувається у клітинах попередниках B- та T-лімфоцитів.

## Механізм
При рекомбінації бере участь комплекс білків RAG1-RAG2 (англ. recombination-activating gene), який має нуклеазну активність. RAG1-RAG2 комплекс є гетеротетрамером, тобто кожна пара RAG1-RAG2 білків представлена 4 рази. Такий гетеротерамерний комплекс має форму, що нагадує літеру Y та має масу 230 кДа.
RAG-комплекс робить дволанцюгові розрізи ДНК по краям V, D та J генів, у місцях, що мають назву RSS (англ. recombination signal sequences). Ці розрізи потім будуть з'єднуватися в подальших процесах рекомбінування. Такі послідовності RSS існують у двох варіантах — 12 та 23 нуклеотиди, що не мають гомології, розмежовані між консервативними ділянками ДНК у 7 та 9 нуклеотидів. Для рекомбінації необхідна принаймні одна RSS кожного варіанту.
Зшивання відбувається за допомогою білків Ku70, Ku80, cernunnos, XRCC4 та ДНК-лігази IV, які є основними в процесі негомологічного з'єднання кінців. Перед з'єднанням, фермент TdT (англ. terminal deoxynucleotidyl transferase) додає декілька нуклеотидів до кінців розірваних молекул ДНК. TdT-полімераза є специфічною для процесу V(D)J-рекомбінації. Ця ДНК-полімераза не залежить від матриці, тобто може синтезувати довільні нуклеотиди без того, щоб робити комплементарні копії вже існуючих послідовностей, (як це роблять більшість ДНК-полімераз, включаючи і ті що активні при реплікації).